# Mogera
Mogera é um gênero mamífero da família Talpidae.

## Espécies
- Mogera imaizumii Kuroda, 1848
- Mogera insularis Swinhoe, 1863
- Mogera kanoana Kawada et al., 2007
- Mogera tokudae Kuroda, 1940
- Mogera uchidai (Abe, Arai e Shiriaishi, 1991)
- Mogera wogura (Temminck, 1842)